# رومانوو (شهرستان اوست-پریستانسکی، سرزمین آلتای)
رومانوو (به لاتین: Romanovo) یک منطقهٔ مسکونی در روسیه است که در سرزمین آلتای واقع شده‌است.